# Київська кондитерська фабрика Рошен

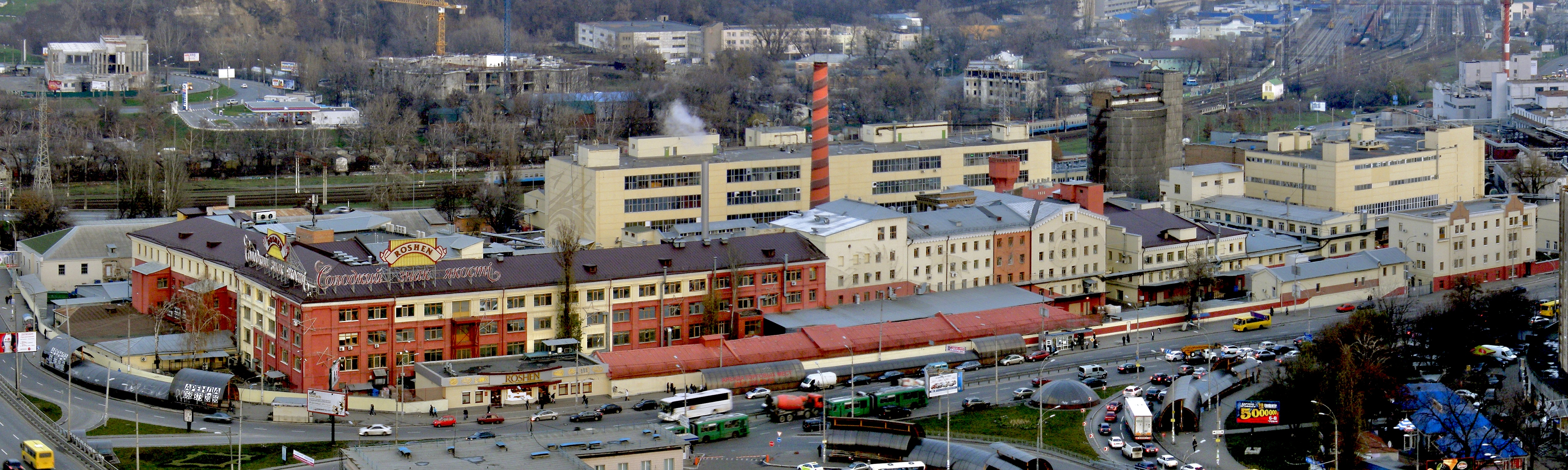
Панорама кондитерської фабрики у 2013 році

Київська кондитерська фабрика «Рошен» — українська кондитерська фабрика, що розташована на Деміївській площі в Києві, заснована у 1874 році, з 2018 року діє як підрозділ кондитерської корпорації «Рошен».

## Історія
ЗАТ «Київська кондитерська фабрика „Рошен“» — одне з найстаріших підприємств Києва, яке тричі змінювало назву. У 1886 році на хуторі Деміївка, тодішньому передмісті Києва, неподалік від Деміївського цукрорафінадного заводу, купцем Валентином Єфімовим була заснована «Деміївська парова фабрика шоколаду і цукерок». Деміївка в 1875 році налічувала 24 дворів. Спочатку виробництвом займалися 200 робітників в невеликому приміщенні, працювали по 10 годин на день. Обсяг виробництва сягав близько 200 тонн на рік і поступово зростав. Фабрика виробляла шоколад, драже, цукерки, карамель, мармелад, пастилу, варення, пряники, чайне печиво та інші солодощі.
Вже в 1897 році Єфімов заснував акціонерне товариство, спільно з партнерами сформував капітал в 300 000 карбованців. Були проведені роботи із закупівлі нового обладнання і будівництву виробничих корпусів. Однак всі ці заходи виявилися невдалими: підприємство зазнавало збитків, і в 1901 на позачергових зборах акціонерів Єфімов був відсторонений від керівництва справами, хоча в назві фабрики зберігалась згадка про Валентина Єфімова. На його місце прийшов швейцарський підприємець Альберт Вюрглер, який став директором-розпорядником. Після реорганізації доходи підприємства зросли. Фабрика стала відома далеко за межами Києва. Її продукція отримувала високі нагороди на виставках в Європі. У 1913 році експозиція фабрики демонструвалася на Всеросійській виставці в Києві.
Про фабрику писали: «Тут можна бачити весь процес виготовлення шоколаду, починаючи з очищення зерен какао і до плиток найтоншого сорту». В той період солодощі фабрики Валентина Єфімова активно рекламували. Назву підприємства писали на обгортках, плакатах, коробках сірників. Час від часу клієнтів заохочували «бонусами» — у коробках цукерок діти могли знайти листівки з нотами відомих в той час пісень, тексти українських народних казок.
У радянські часи підприємство націоналізували, а в 1923 році дали йому назву на честь Карла Маркса (до 105-річчя мислителя). У 1930-х роках була проведена модернізація цехів. Обсяги виробництва зросли до 7 тис. тонн в 1930 році і майже до 33 тис. тонн в 1940 році. Загальна кількість працівників у той час становила 4 тис. осіб. Під час Другої світової війни будівлі фабрики були пошкоджені, але після війни були швидко відновлені.
У 1956 році фабрика випустила відомий Київський торт, який став одним із символів Києва.
У 1966 році фабрика імені Карла Маркса нагороджена орденом Трудового Червоного Прапора.

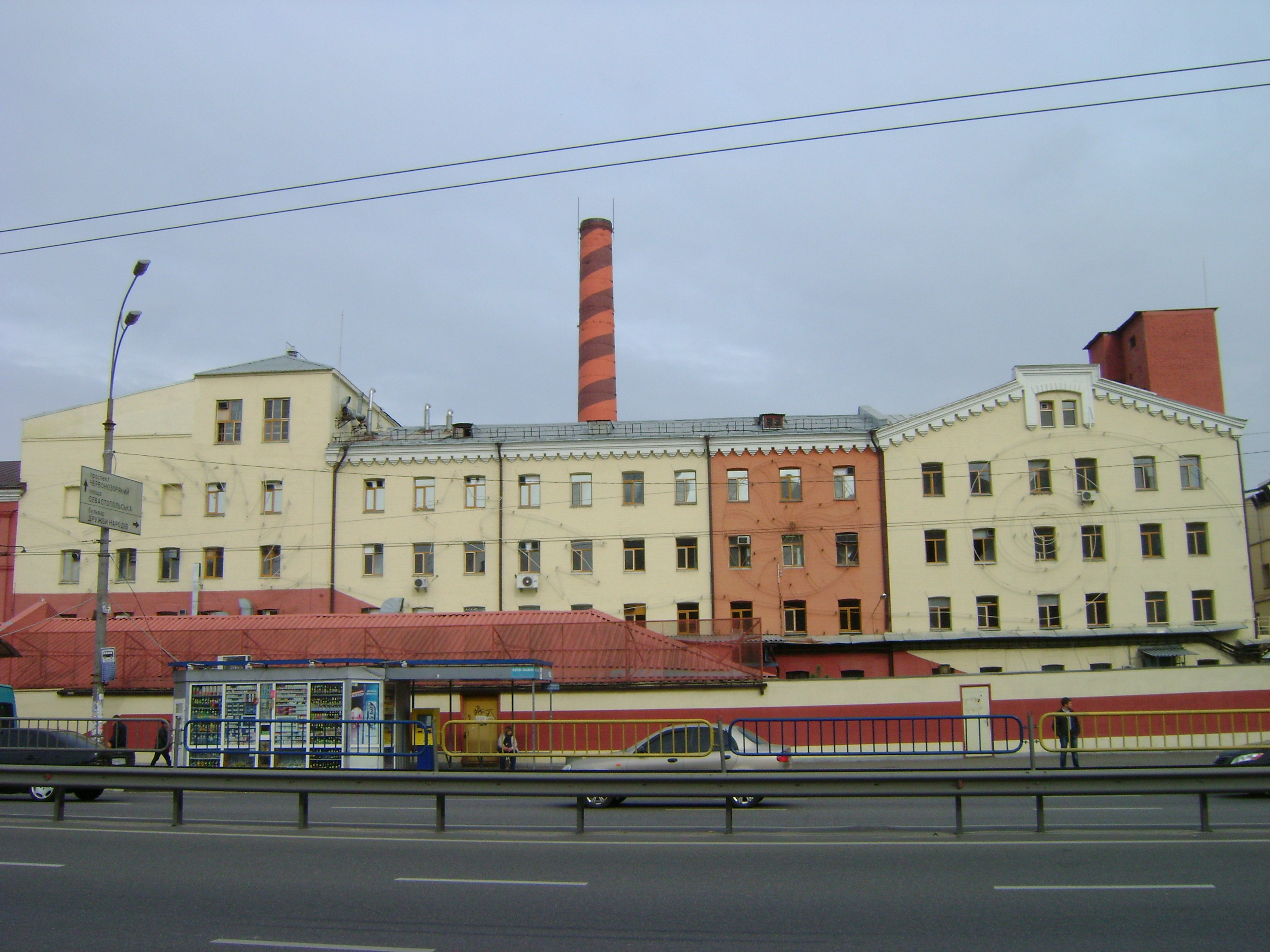
Фасад виробничого цеху фабрики з встановленою ілюмінацією, 2014

Працівники фабрики нагороджувалися вищими трудовими нагородами Радянського Союзу:
- Андрєєва, Лідія Федотівна (род.1920) — бригадирка цеху тортів та тістечок Київської кондитерської фабрики імені Карла Маркса Міністерства харчової промисловості Української РСР, Герой Соціалістичної Праці (21.07.1966).[2]

- Початун, Валентина Йосипівна — бригадирка карамельного цеху, Герой Соціалістичної Праці (1974), згодом начальник цього цеху, завідувачка навчальної частини ПТУ фабрики.[2]

У 1996 році після приватизації Київська кондитерська фабрика ім. Карла Маркса з усіма майновими та авторськими правами на рецептури увійшла до складу корпорації «Рошен» Петра Порошенка.
У 2009 році ЗАТ «Київська кондитерська фабрика ім. Карла Маркса» рішенням загальних зборів акціонерів було перейменовано на ПАТ "Київська кондитерська фабрика «Рошен».
У 2014 році розпочалося планування комплексного проєкту реконструкції й благоустрою території фабрики.
У 2018 році фабрику перейменували на «Київська кондитерська фабрика „Рошен“».

### Реконструкція

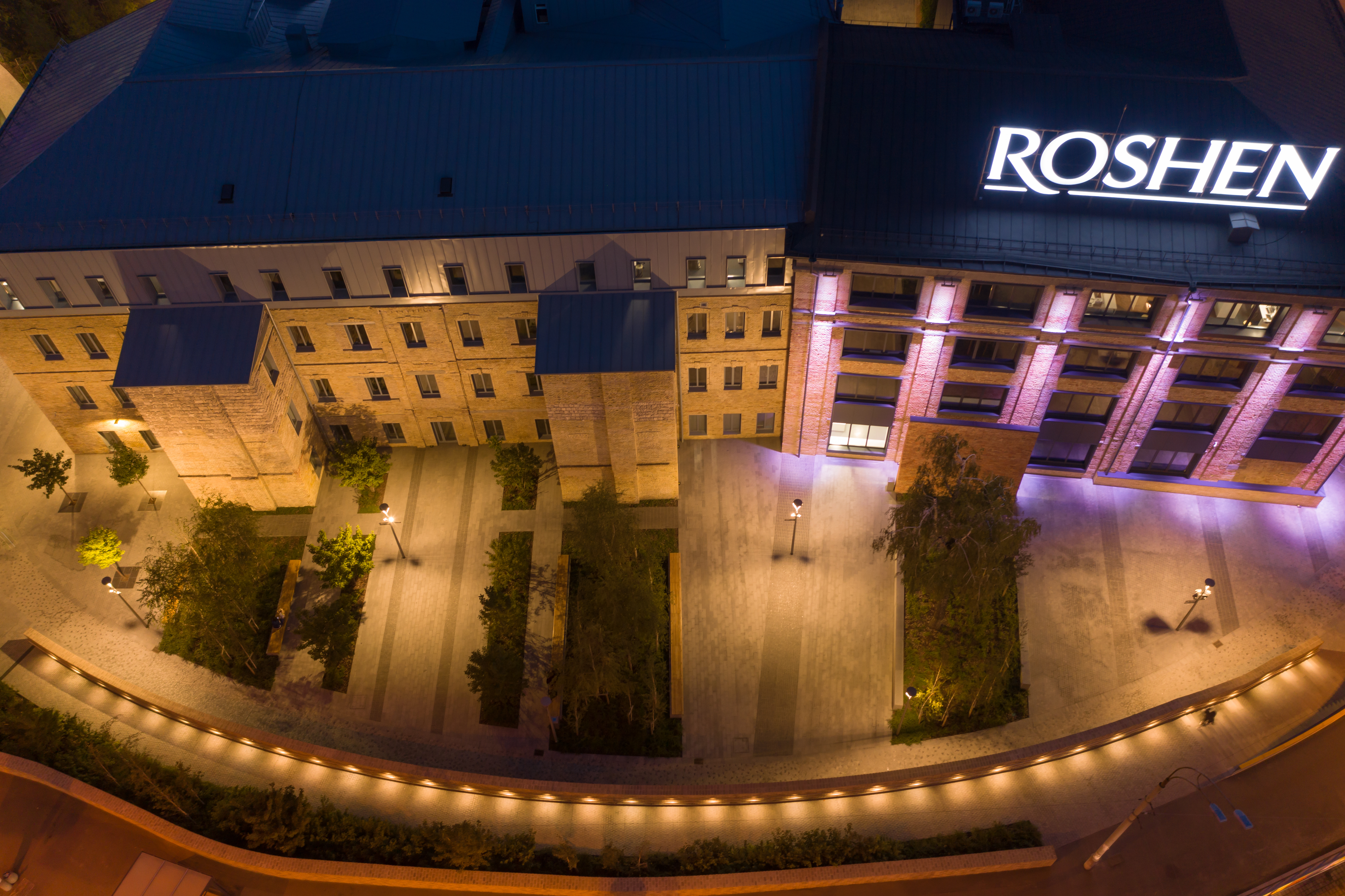
Вигляд на фасад нової штаб-квартири Roshen та нова зелена зона Roshen Plaza увечері

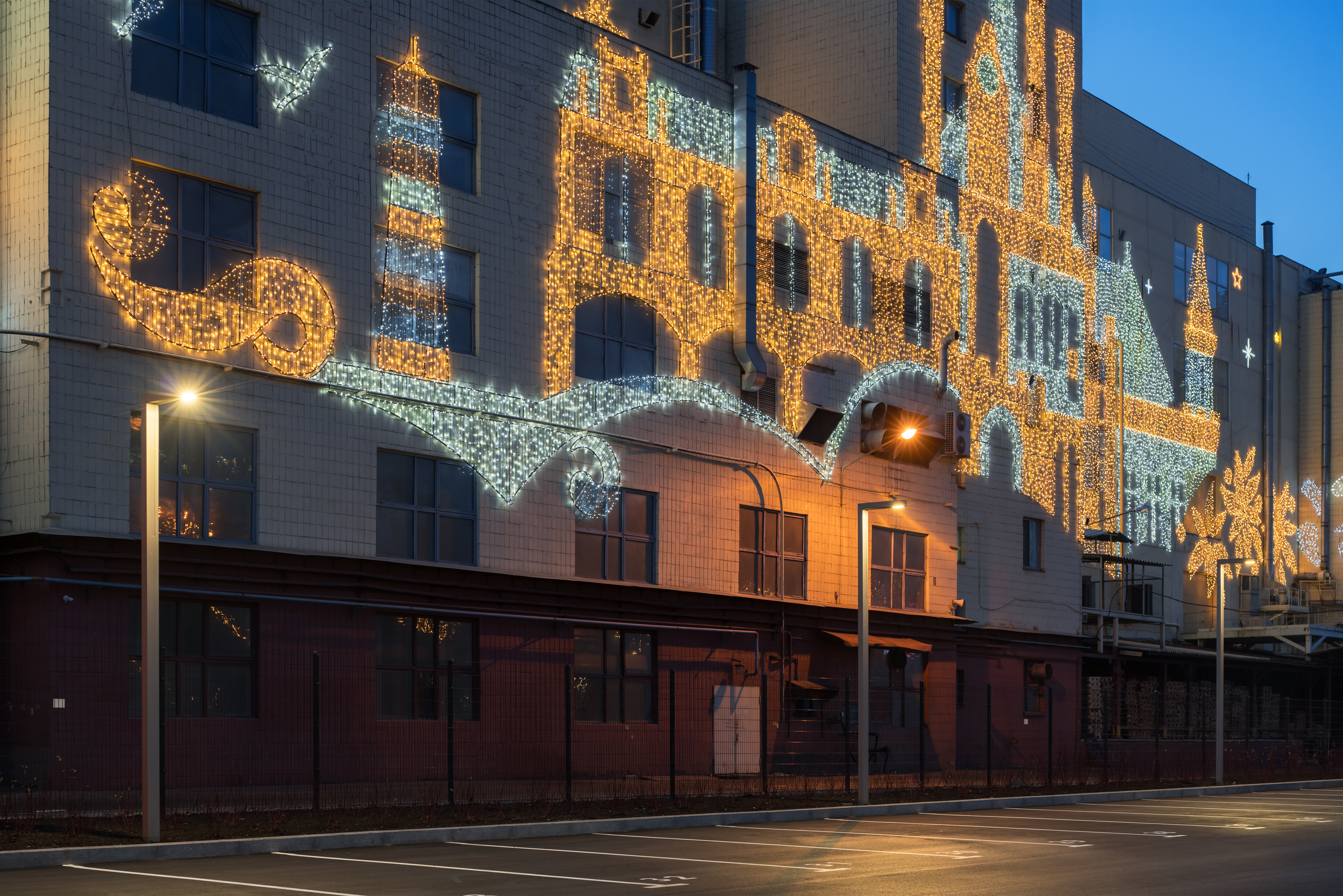
Оновлена ілюмінація на фасаді виробничих цехів фабрики

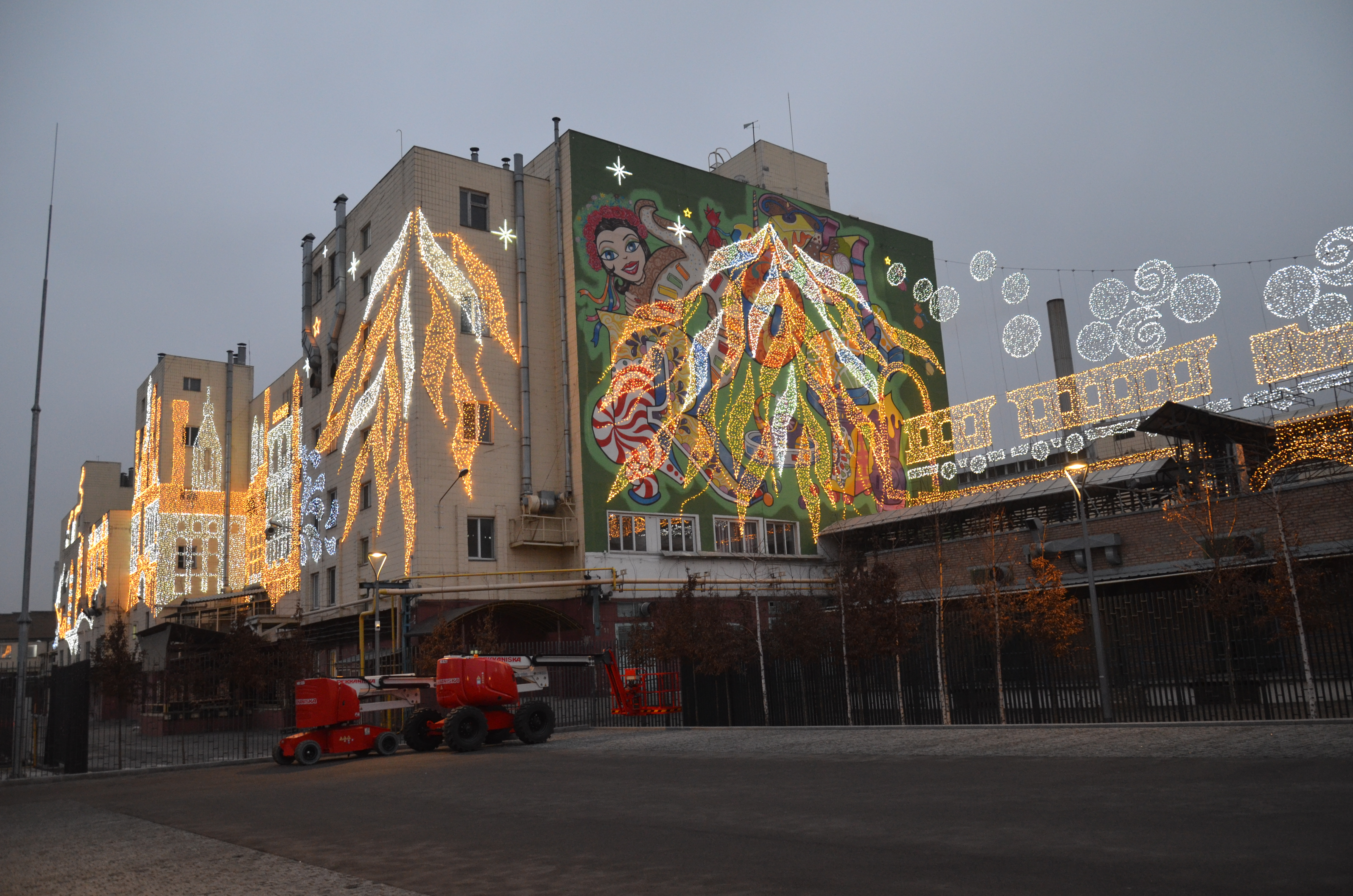
Оновлена ілюмінація та мурал

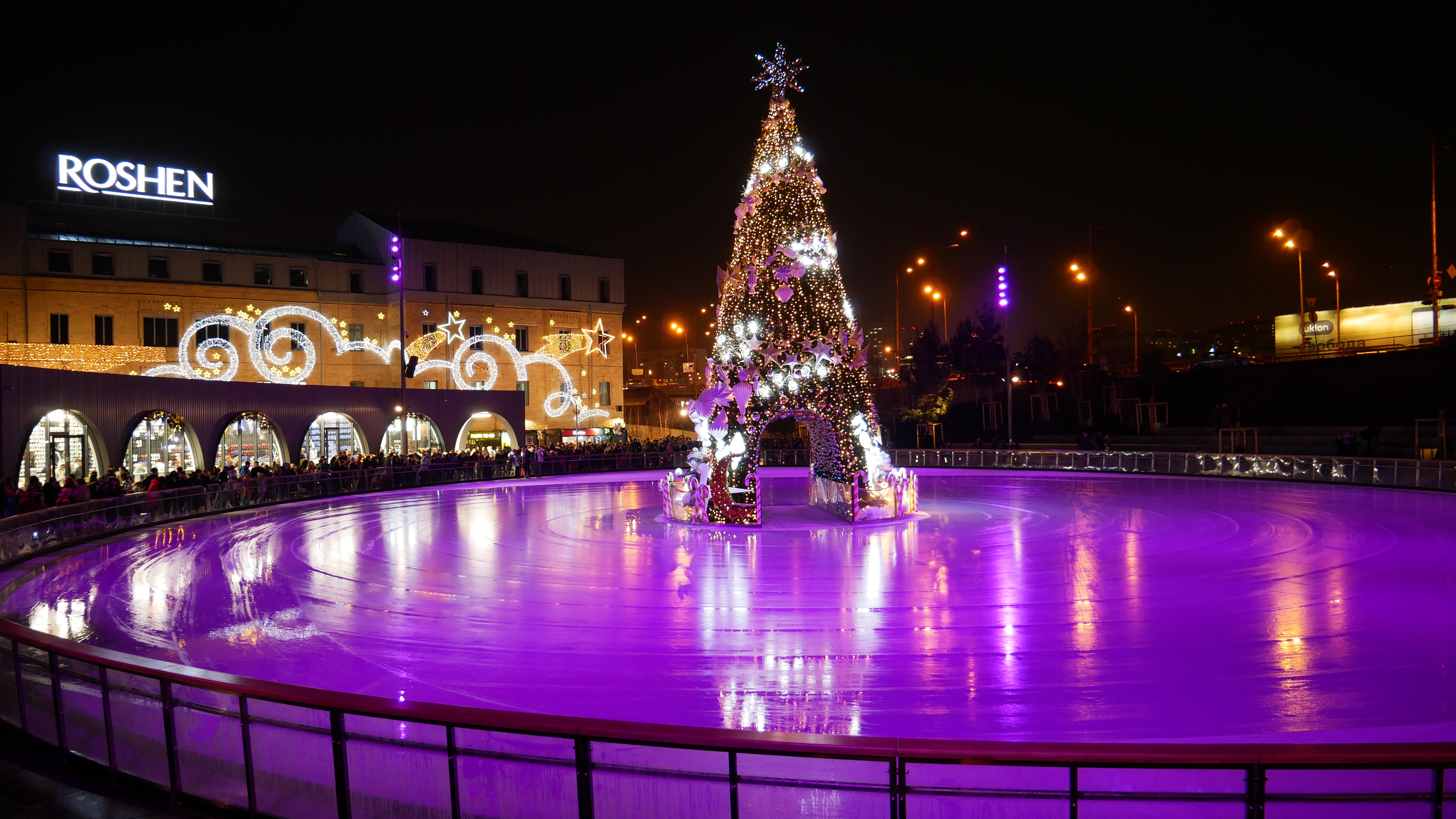
Ковзанка сезонного комплексу Roshen Winter Village увечері

У 2018 році було заявлено про створення на території фабрики громадського простору, в проєкт якого було заплановано інвестувати 90 мільйонів гривень. У рамках першого етапу реконструкції фабрики навесні 2018 року компанія відкрила екскурсійну програму «Шоколадна фабрика Roshen». Один з виробничих цехів спеціально обладнали для показу роботи шоколадної лінії. Бюджет створення програми становив понад 30 мільйонів гривень. До одного з корпусів переїхав офіс компанії, штаб-квартира якого розташовувалася на Рибальському півострів у Києві з початку заснування корпорації у 1996 році. Новий офіс розробило архітектурне бюро МААСС у форматі відкритого типу. Два інші поверхи корпорація переробила на громадський простір та коворкінги, відомий як бізнес-центр Roshen Plaza. У компанії вирішили скоротити частину виробничих приміщень, на місці порожніх промислових будівель фабрики облаштували паркову зону відпочинку, проєкт якої розробило французьке ландшафтне бюро InSitu. Корпорація запланувала оновлення новорічної ілюмінації на фабриці та відкриття двох артоб'єктів. 15 жовтня стрит-арт-художниця Lady Pink розпочала створення муралу на стіні виробничого цеху фабрики.
У рамках другого етапу реконструкції вартістю 160,4 мільйона гривень передбачено установку динамічного фонтану і створення технічного комплексу для відеопроєкції та світломузичного шоу. Взимку на ділянці, де було облаштовано площу з зоною відпочинку, обмежену бульваром Дружби Народів з півдня та вулицею Миколи Грінченка зі сходу на час зимових місяців розгортають новорічне містечко Roshen Winter Village вартістю 170 мільйонів гривень, яке вперше було відкрито 30 листопада, а урочисте відкриття ковзанки та запалення новорічної ялинки — 7 грудня 2019 року. Для функціонування сезонного комплексу площу заливають та використовують як відкриту ковзанку площею 2200 квадратних метрів, у центрі якої встановлюють новорічну ялинку висотою в 15 метрів із тунелем та ілюмінацію з 200 тисяч вогнів. Навколо ковзанки розміщують кіоски з вуличною їжею, а навколо площі організовують різдвяний ярмарок. У грудні 2019 року на території Roshen Plaza на час зимових місяців розпочав функціонувати фудкорт, всі учасники якого — резиденти Vulychna Yizha.
У 2020 році розширення публічного простору було завершено — компанія облаштувала територію навпроти фасаду і відремонтувала два підземні пішохідні переходи на проспекті Науки. На місці споруди, в якій раніше знаходилася стара кондитерська крамниця облаштували площу, в центрі якої сухий фонтан площею 1000 квадратних метрів, що налічує понад 100 струменів, які піднімаються вгору на 3 метри, та проходи, які облаштували між ними, що простягаються від нової відгородженої скляним бар'єром критої зони відпочинку до нової кондитерської крамниці на першому поверсі основної будівлі, що на час реконструкції була перенесена до непромислової споруди навпроти зупинки громадського транспорту.
Проект ревіталізації частини фабрики Рошен отримав «бронзу» на престижному архітектурному конкурсі International Design Awards (IDA).

## Продукція
Асортимент підприємства нараховує понад 100 найменувань кондитерських виробів, серед яких шоколад, цукерки, торти, печиво, мармелад. Найвідомішими продуктами фабрики є «Київський торт» та цукерки «Вечірній Київ».

## Пам'ятники
В листопаді 2016 Український інститут національної пам'яті вдруге надіслав листа до керівництва Київської кондитерської фабрики «Рошен», у якому нагадує про вимогу демонтажу пам'ятника Карлу Марксу на її території, в установленому Законом України порядку. Перший лист з нагадуванням про необхідність демонтажу пам'ятника К. Марксу Інститут надіслав 25 вересня 2015. В грудні 2016 року пам'ятник було демонтовано.

Колишній пам'ятник Карлу Марксу
Пам'ятник робітникам кондфабрики, які загинули під час німецько-радянської війни
Меморіальна дошка Народним ополченцям фабрики ім. Карла Маркса